# Ляпуниха (Тверская область)
Ляпуниха (карел. L’apuniha) — деревня в Вышневолоцком городском округе Тверской области.

## География
Находится в центральной части Тверской области на расстоянии приблизительно 16 км по прямой на восток-юго-восток от города Вышний Волочёк.

## История
Была отмечена еще на карте Менде (состояние местности на 1848 год). В 1859 году здесь (деревня Вышневолоцкого уезда) было учтено 2 двора. До 2019 года входила в состав ныне упразднённого Дятловского сельского поселения Вышневолоцкого муниципального района.

## Население
Численность населения составляла 13 человек (1859 год), 0 как в 2002 году, так и в 2010.